# Albertine Liesdek-Clarke

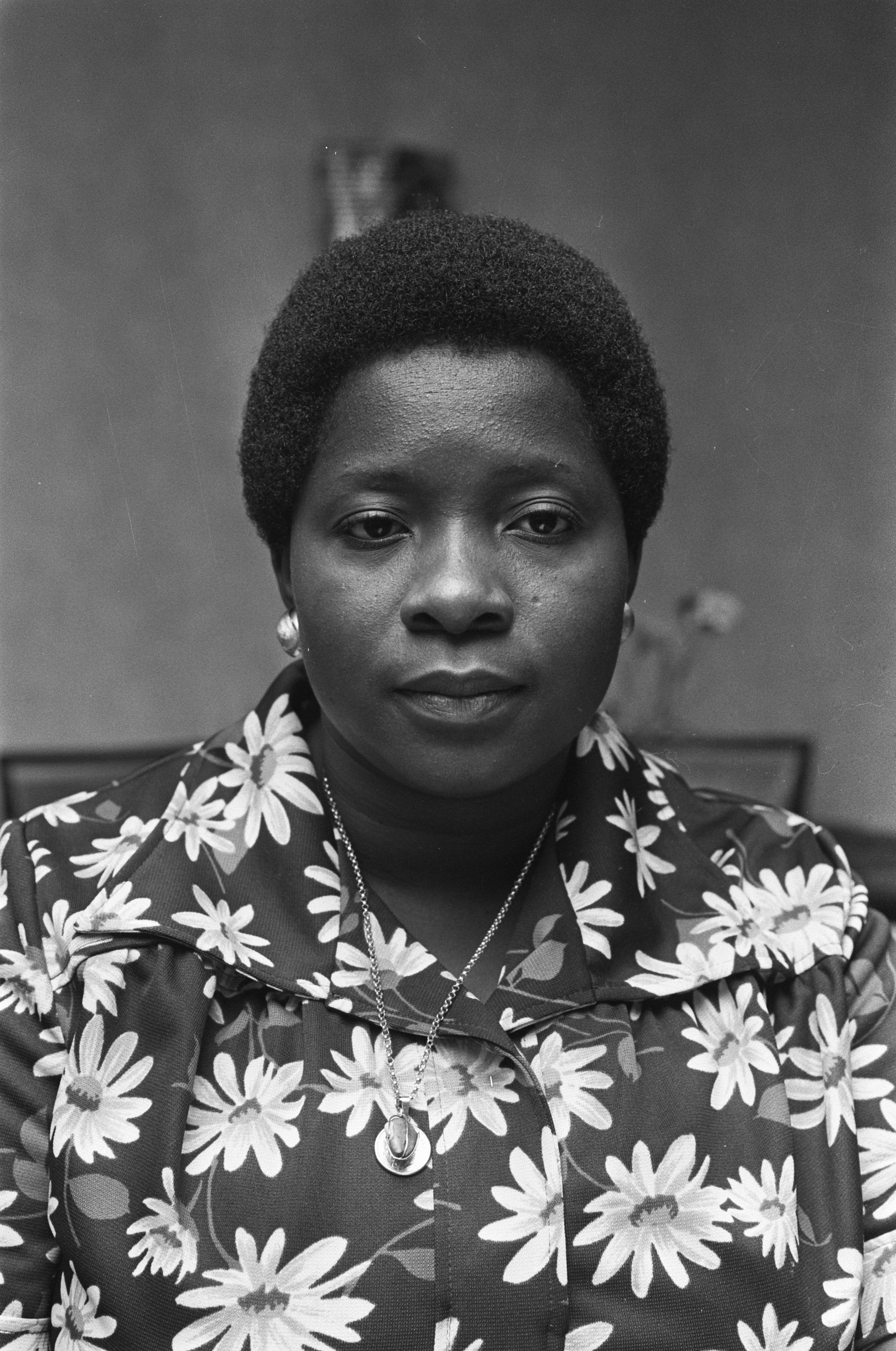
Albertine Liesdek-Clarke (oktober 1975)

Albertina Jeanette (Albertine/Tine) Liesdek-Clarke (28 oktober 1945) is een Surinaams voormalig politicus van de Nationale Partij Suriname (NPS).
Ze is een tweeling en groeide op in een gezin met dertien kinderen. Haar vader was wachter in de cultuurtuin in Paramaribo. Ze heeft mulo gedaan en ging daarna het onderwijs in. Naast haar werk als hulponderwijzer volgde ze 's avonds een opleiding voor kleuteronderwijs en bovendien maakte ze kleding voor het gezin. Ondanks protesten uit haar omgeving besloot ze, toen ze 21 was, om in het eigen land ontwikkelingswerk te verrichten door te kiezen om les te gaan geven op een school in het district Coronie. In 1972 had ze een droom waarin de twee jaar eerder overleden NPS-politicus Jopie Pengel haar vertelde dat ze naar Paramaribo moest gaan omdat er een ziekte zou uitbreken. Hoewel ze het moeilijk vond om afscheid van haar klas te nemen, besloot ze toch om naar Paramaribo te gaan en daar weer te gaan werken. In het voorjaar van 1973 was er een grote onderwijsstaking. In die periode kwam ze in contact met de NPS-voorman Henck Arron die haar vroeg om zich kandidaat te stellen voor de verkiezingen. De NPS deed in 1973 als onderdeel van de Nationale Partij Kombinatie (NPK) mee aan de verkiezingen waarbij ze voor het district Paramaribo verkozen werd als lid van de Staten van Suriname. Van de 39 leden, was ze toen de enige vrouw (eerder waren onder andere Grace Schneiders-Howard en Isabella Richaards al Statenlid geweest). In 1974 trouwde ze met Milton Stanley Liesdek.

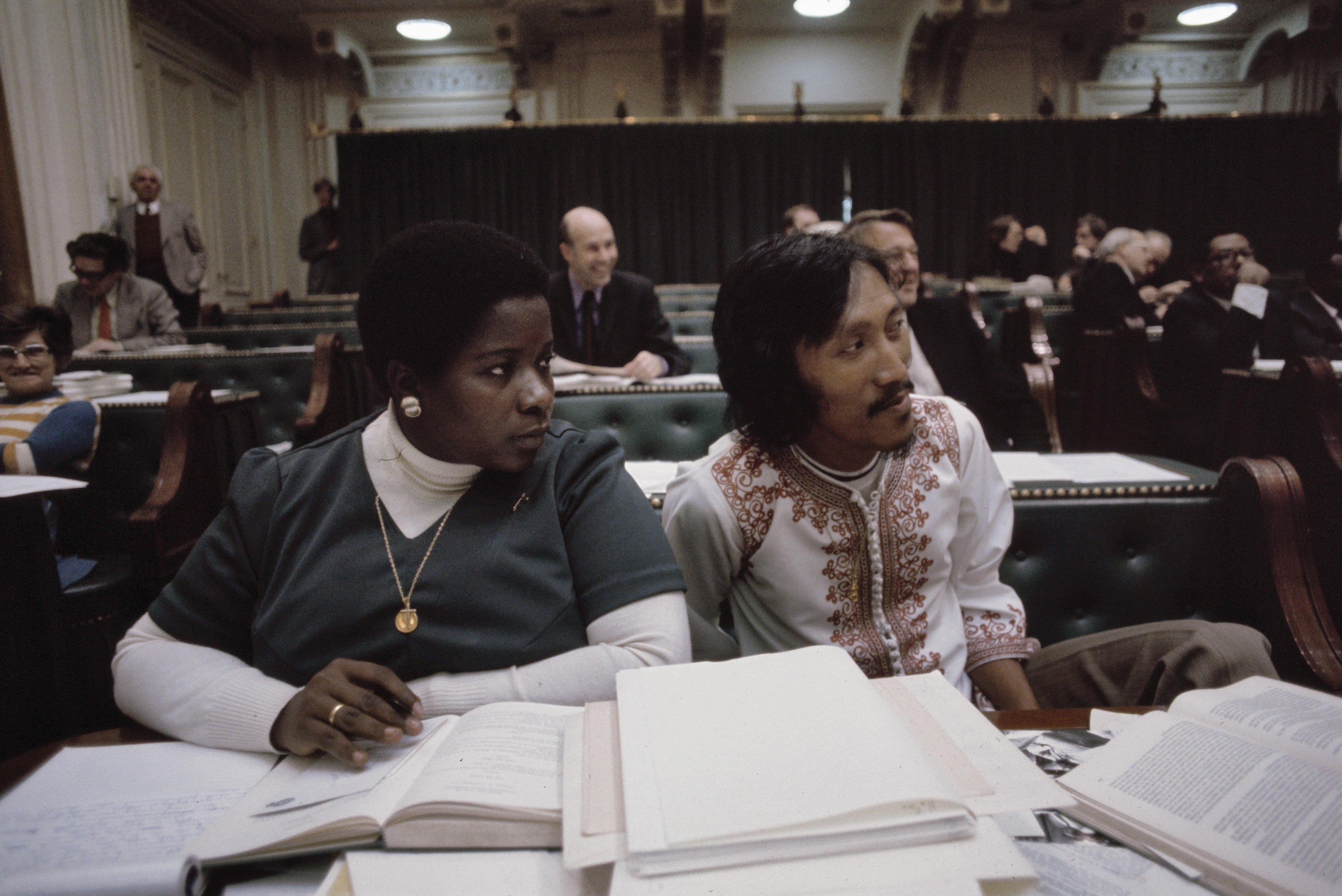
De Surinaamse Statenleden Liesdek-Clarke en Somohardjo tijdens het Koninkrijksdebat (1975)

De NPK (die vooral steun had bij de creoolse bevolking) behaalde 22 van de 39 zetels en hoewel het geen hoofdthema bij de verkiezingen was, wilde de NPK dat Suriname in 1975 onafhankelijk werd. Dit leidde tot spanningen binnen Suriname. Vooral bij de niet-creoolse Surinamers was er twijfel en angst over het op zo korte termijn doorvoeren van dat voornemen. Liesdek-Clarke stond kritisch tegenover het plan en samen met de NPS'ers Paul Somohardjo en Charles Lie Kong Fong verliet ze midden 1975 de NPK-fractie en vormden ze een driemansfractie waarmee ze het proces van onafhankelijk worden in gevaar brachten. Voorstanders van onafhankelijkheid belegerden in september haar huis, waarbij alle ruiten werden ingegooid. Ze belde onder andere met de politie, maar die greep pas na vele uren in, zodat ze de sterke indruk had dat de minister van Justitie en Politie, Eddy Hoost, in het complot zat. In oktober nam ze samen met Somohardjo in de vergaderzaal van de Tweede Kamer deel aan het Koninkrijksdebat. Doordat het VHP-Statenlid George Hindori overstag ging, werd Suriname op 25 november 1975 toch onafhankelijk. Bij de verkiezingen van 1977 voerde Liesdek-Clarke campagne tegen de NPK.